# Tanki Online
 Tanki Online MMO est un jeu d'action free-to-play, multijoueur en ligne et disponible sur le web, qui place les joueurs aux commandes de tanks.
Il a été créé et développé par AlternativaPlatform.
En 2014, le jeu compte plus de 41 millions de comptes, sur ces 41 millions plusieurs utilisateurs possèdent plusieurs comptes (
jusqu'à 10)
).
En 2018, Tanki est en perte d'activité malgré plusieurs tentatives d'ajout de mise à jour. La nouvelle version ressemble au jeu voisin Tanki X, ce qui ne semble pas satisfaire de nombreux joueurs. Celui-ci fut arrêté en 2019.
En juin 2018, le jeu célèbre son 9e anniversaire avec une perte des anciens joueurs.

## Système de jeu
Tanki Online propose huit modes de jeu : Match à Mort, Match à Mort en Équipe, Capture de Drapeau, Point de contrôle, mode Rugby, mode Assaut, Juggernaut sorti en 2019 et Siege mode.
Le joueur peut compléter des missions quotidiennes (Tuer des ennemies, gagner de l'expérience, jouer un certain mode de jeu...) qui lui rapporte des cristaux.
Les points d'expérience et cristaux permettent au tank d'être customisé et amélioré en achetant d'autres équipements comme des tourelles, protections, peintures, et bases de char d'assaut .
Plus le joueur monte en grade et plus les améliorations accessibles sont nombreuses, évoluées et coûteuse . 
Les plus grosses modifications font passer un équipement d'un niveau Mk0 Mk1,Mk2,Mk3,Mk4,Mk5,Mk6,Mk7.Il est également possible de faire des Micro-améliorations permettant d avoir le Mk au dessus gratuitement .

## Rangs
Les progrès du joueur sont évalués en fonction de son rang. Pour faire partie du classement général, il faut obtenir un certain nombre de points d'expérience grâce aux batailles gagnées.
Il y a 31 rangs dans Tanki Online le premier est celui de la recrue et le dernier est celui de la légende. Une fois le rang de Légende atteint, le joueur peut continuer de gagner des points pour augmenter son rang de Légende chaque 200000 points. Le joueur avance ainsi du rang de Légende, à Légende 2, Légende 3 et ainsi de suite.

## Armes et Tank
Les coques ont chacune leurs spécificités propres. Certaines coques sont rapides mais fragiles alors que d'autres sont lentes mais seront bien plus résistantes. Il en va de même pour les tourelles avec les dégâts qu'elles infligent et leur temps de rechargement.
Le jeu propose ainsi de nombreuses combinaisons d'équipement, plus ou moins efficaces selon les situations.
En Canon, il y a le : le Hornet qui est rapide mais avec peu de protection, le Hornet qui est le juste compromis entre la vitesse et la protection, le Viking qui a beaucoup de protection et une vitesse moyenne.
Liste des armes:
smoky,
twins,
isida,
tesla hammer,
vulcan,
shaft,
railgun,
thunder,
striker,
firebird,
freeze,
gauss,
ricochet
La version XT est sortie pour toutes les armes mais les skins prime ou encore Demonic sont sorties